# E-trade-center
Das e-trade-center ist eine elektronische Kooperationsbörse für internationale Geschäftskontakte, die vom Bundesministerium für Wirtschaft und Technologie unterstützt wird. Sie richtet sich an ausländische und deutsche Unternehmen mit Interesse an internationalen Geschäftsbeziehungen. Das e-trade-center wurde 2001 gegründet und wird seit 2002 technisch und redaktionell von der Germany Trade and Invest betreut. Zurzeit kooperieren 15 deutsche Organisationen als Träger im e-trade-center. Zu ihnen gehören Kammern, Verbände und Ländervereine.
Die Kooperationsbörse wurde gegründet, um Anfragen von ausländischen und deutschen Unternehmen zentral zu bündeln und die Geschäftskontaktwünsche deutscher Unternehmen weltweit bekannt zu machen. Sowohl Produkte als auch Dienstleistungen werden über das e-trade-center angeboten beziehungsweise nachgefragt. Inhaltliche Schwerpunkte sind zum Beispiel die Bereiche Textilien, Fahrzeuge und Zubehör, Bau sowie Ernährung.
Die Website bietet verschiedene Suchoptionen an, um potenzielle Geschäftspartner herauszufiltern. Anhand der eingetragenen Daten können die gewünschten Unternehmen direkt kontaktiert werden.
Mit Hilfe von Fragebögen in deutscher, englischer und spanischer Sprache können Interessierte sich auch selbst in die Kooperationsbörse eintragen.
Das e-trade-center ist eng mit dem Außenwirtschaftsportal iXPOS vernetzt, das ebenfalls von der Germany Trade and Invest betreut wird.